# Ion Nicolaescu
Ion Nicolaescu (Chisináu, 7 de septiembre de 1998) es un futbolista moldavo que juega de delantero en el Maccabi Tel Aviv F. C. de la Liga Premier de Israel. Es internacional con la selección de Moldavia.

## Selección nacional
Nicolaescu es internacional con la selección de fútbol de Moldavia, con la que se convirtió en el máximo goleador histórico en la victoria frente a la selección de fútbol de Polonia por 3-2, en partido de clasificación para la Eurocopa 2024.

## Clubes
| Club                                | País         | Año       |
| ----------------------------------- | ------------ | --------- |
| FC Zimbru Chișinău                  | Moldavia     | 2016-2018 |
| Shakhtyor Soligorsk                 | Bielorrusia  | 2018-2020 |
| FC Vitebsk (cedido)                 | Bielorrusia  | 2020      |
| FC DAC 1904 Dunajská Streda         | Eslovaquia   | 2020-2022 |
| Maccabi Petah-Tikvah F. C. (cedido) | Israel       | 2022      |
| Beitar Jerusalén                    | Israel       | 2022-2023 |
| Sportclub Heerenveen                | Países Bajos | 2023-2025 |
| Maccabi Tel Aviv F. C.              | Israel       | 2025-act. |

## Palmarés

### Títulos nacionales
| Título              | Club                | País        | Año  |
| ------------------- | ------------------- | ----------- | ---- |
| Copa de Bielorrusia | Shakhtyor Soligorsk | Bielorrusia | 2019 |
| Copa de Israel      | Beitar Jerusalén    | Israel      | 2023 |